# Dactylosaster cylindricus
Dactylosaster cylindricus is een zeester uit de familie Ophidiasteridae. De wetenschappelijke naam van de soort werd in 1816 als Asterias cylindricus gepubliceerd door Jean-Baptiste de Lamarck.

## Synoniemen
- Asterias cylindricus Lamarck, 1816
- Linckia cylindrica Von Martens, 1866
- Ophidiaster asperulus Lutken, 1871[1]